# Chōkai Gassan Ryōsho-gu
Chokai Gassan Ryoshogu (鳥海月山両所宮) est un sanctuaire shinto situé dans la ville de Yamagata, préfecture de Yamagata. C'était autrefois un sanctuaire préfectoral. C'est maintenant un sanctuaire Beppyo . On l'appelle aussi Kichigotomiya et Takemon Kichitomiya.
Il y a une fête chaque 1er juillet du calendrier lunaire, le riz, les concombres, les aubergines, le mil et les épis de riz sont enveloppés dans du papier et enterrés dans le sol 
Le nom du sanctuaire en kanji est Chōkai Gassan Ryōshō-gū (鳥海月山両所宮). C'est ce que signifient les parties de son nom. Chōkai (鳥海) est le nom du mont Chōkai voisin, tandis que Gassan (月山) est le nom du mont Gassan voisin. Ryōshō (両所) signifie « deux lieux » et gū (宮) signifie « sanctuaire ». Cela signifie que le nom peut être traduit par « Le sanctuaire des deux lieux, le mont Chōkai et le mont Gassan ». Le nom reflète l'importance du sanctuaire dans la tradition shinto locale, car il est dédié aux kami (dieux) censés protéger à la fois le mont Chōkai et le mont Gassan.
Il consacre les divinités Kuninotokotachi no Mikoto de Ōmonoimi-jinja ( mont Chōkai ) et Tsukuyomi du sanctuaire Gassan-jinja ( mont Gassan ).
Le sanctuaire accueille le deuxième plus grand festival de Hatsumōde de la préfecture de Yamagata, après celui du sanctuaire Yamagata Gokoku-jinja (ja), qui compte 130 000 participants. Hatsumōde est la première visite de l'année à un sanctuaire ou à un temple shinto pour prier pour le bonheur et la santé tout au long de l'année nouvelle.